# آتش در گلستان
آتش در گلستان یک مجموعه تلویزیونی ایرانی محصول سال ١۴٠٠ به کارگردانی و نویسندگی پرویز شیخ طادی و تهیه کنندگی سیدحامد حسینی است که داستانی عاشقانه، زنانه و حماسی را در سال ۱۳۵۸ در روستای مرزی رستم‌واران در کردستان روایت می‌کند که مرضیه حدیدچی (دباغ) در شکل‌گیری این قصه نقش موثری دارد. سریال"آتش در گلستان" تولید گروه فیلم و سریال شبکه پنج سیما است.

## خلاصه داستان
ماجرای سریال درباره اهالی یک روستاست که به علت یک اختلاف، بین طایفه‌های ساکن در آن درگیری خونینی بروز می‌کند و برخی با تحریک عوامل خارج از روستا، به اقدامات جدایی‌طلبانه می‌پردازند. این سریال با پروداکشن نسبتا بزرگ، پر از صحنه‌های جنگ و درگیری میان دو گروه است.

## بازیگران
- پانته آ سیروس
- مرجان قمری
- مهران نائل
- فریدون محرابی
- آرزو تاج نیا
- فرید قبادی
- داریوش فائزی
- محمدولی فروتن
- مهری آل آقا
- امید شوندی
- حامد شیخی
- مجید کریمی
- شهرام شکیبا
- علی‌اکبر اصانلو
- احمد لشینی
- نسرین احمدخانی
- علیرضا حنیفی
- فرهاد عندلیبی
- اعظم کبودیان
- الهام نورانی
- مریم نورانی
- مصطفی فرجی